# Acrocercops cocciferellum
Acrocercops cocciferellum är en fjärilsart som först beskrevs av Pierre Chrétien 1910.  Acrocercops cocciferellum ingår i släktet Acrocercops och familjen styltmalar.
Artens utbredningsområde är:
- Frankrike.
- Spanien.
- Tunisien.

Inga underarter finns listade i Catalogue of Life.